# Temporada de furacões no Atlântico de 1910
A temporada de furacões no Atlântico de 1910 foi bastante inativa, com apenas cinco tempestades. Três desses sistemas, no entanto, se transformaram em furacões e um se tornou um grande furacão. A temporada começou tarde com a formação de uma tempestade tropical no Mar do Caribe em 23 de agosto. Setembro viu duas tempestades, e o último ciclone tropical - o furacão cinco - existiu em outubro. Todas as tempestades, exceto uma, atingiram a costa, e o único ciclone que permaneceu no mar teve alguns efeitos na ilha das Bermudas.
A primeira tempestade da temporada limitou os impactos relatados em terra, e o sistema subsequente causou danos mais graves no sul do Texas e no norte do México. O terceiro furacão deixou cair chuvas torrenciais em Porto Rico antes de atingir a mesma região do ciclone anterior. O furacão quatro contornou as Bermudas para o leste, onde alguns danos materiais foram relatados. O furacão cinco foi a tempestade mais catastrófica da temporada, atingindo o oeste de Cuba por um longo período de tempo enquanto executava lentamente um loop no sentido anti-horário. O número de mortos do furacão é estimado em centenas.
Além das cinco tempestades tropicais oficiais, uma perturbação em meados de setembro que se estendeu do leste das Pequenas Antilhas até a costa do Canadá foi estudada para classificação potencial. Apesar de produzir ventos fortes, o sistema provavelmente era de natureza extratropical, e qualquer tempo que possa ter passado como uma tempestade tropical foi breve.
A atividade da temporada foi refletida com uma classificação de energia ciclônica acumulada (ACE) de 64. ACE é uma métrica usada para expressar a energia usada por um ciclone tropical durante sua vida. Portanto, uma tempestade com maior duração terá altos valores de ACE. É calculado apenas em incrementos de seis horas em que sistemas tropicais e subtropicais específicos estão em ou acima de velocidades de vento sustentadas de 63 km/h (39 mph), que é o limite para a intensidade das tempestades tropicais. Assim, as depressões tropicais não estão incluídas aqui.

## Sistemas

### Depressão tropical de Julho
Mapas climáticos históricos indicam que uma depressão tropical se desenvolveu bem a leste das Pequenas Antilhas em 7 de julho. No entanto, a depressão provavelmente se dissipou em 8 de julho, pois sua existência não pôde ser confirmada além daquele dia.

### Tempestade tropical Um
O primeiro ciclone tropical da temporada se desenvolveu em 23 de agosto, no leste do Mar do Caribe. Acredita-se que não tenha se fortalecido ainda mais, a tempestade seguiu para oeste-noroeste e atingiu o sudoeste de Hispaniola. Rapidamente se enfraqueceu para uma depressão tropical ao se virar mais para o noroeste e cruzar o norte de Cuba. Em 26 de agosto, a depressão passou pelas Bahamas, a leste da Península da Flórida. Indo para o norte, a tempestade havia se transformado em um ciclone extratropical no dia seguinte. Uma área de alta pressão ao norte e leste da tempestade impediu que ela voltasse para o mar, e o ciclone contornou a costa leste da Carolina do Norte antes de ser listado como dissipado a leste da Península Delmarva. A tempestade teria causado fortes precipitações em 29 e 30 de agosto na Geórgia e nas Carolinas, enquanto navios no mar relataram ventos fortes, mar agitado e chuvas fortes.

### Tempestade tropical Dois
Em 26 de agosto, uma depressão tropical se formou na região central do Golfo do México. Ele derivou para o oeste por vários dias e, em 30 de agosto, intensificou-se em uma tempestade tropical enquanto virava mais para o sudoeste. A tempestade atingiu o pico de intensidade como uma tempestade tropical fraca logo em seguida. Em 31 de agosto, a tempestade moveu-se para o interior perto da foz do Rio Grande, e enfraqueceu à medida que avançava para o interior. Avisos foram emitidos para áreas costeiras antes das quais ventos fortes e marés altas afetaram a costa do Texas. O ciclone causou alguns danos materiais na área de Brownsville. Os ventos abriram casas em Port Isabel e destruíram algumas cabanas mexicanas. A tempestade também encalhou as embarcações de pesca. Nenhum relatório inicial de fatalidades foi recebido, mas duas cidades ficaram sem comunicação com Brownsville.

### Furacão Três
Furacão San Zacarias de 1910

Uma tempestade tropical se desenvolveu a leste das Ilhas Barlavento em 5 de setembro e rapidamente se tornou o primeiro furacão da temporada. Ele continuou para o oeste através das ilhas e estima-se que tenha atingido ventos correspondentes ao status de categoria 2 na atual escala de furacões Saffir-Simpson. Na noite de 6 de setembro, o furacão San Zacarias passou ao sul de Porto Rico ; ventos sopraram até 116 km/h (72 mph) em San Juan. O furacão enfraqueceu um pouco em 7 de setembro ao contornar a costa sul de Hispaniola e, curvando-se para noroeste, passou ao longo do norte da Jamaica. Em 10 de setembro, atravessou o Canal de Yucatán, fortalecendo-se novamente ao emergir no Golfo do México. Agora em um curso noroeste, a tempestade atingiu seu pico de velocidade do vento em 12 de setembro Dois dias depois, atingiu a costa do Texas.
A tempestade deixou cair chuvas torrenciais em Porto Rico, totalizando 330 mm (13 in) em um período de 12 horas em um local. Os rios atingiram níveis "sem precedentes" e o furacão resultou em "grandes estragos" nos fios telefônicos e telégrafos da ilha. O United States Weather Bureau emitiu extensos avisos em associação com a tempestade. As marés altas ocorreram ao longo das costas do Texas e da Louisiana, acompanhadas de fortes chuvas. Uma grande tempestade elevou o nível da água em Corpus Christi ao nível mais alto em anos e inundou completamente a Ilha do Padre, onde os barômetros registraram pressões tão baixas quanto 28.50 inHg (965.12 mb) na metade sul da ilha.

### Furacão Quatro
No banco de dados de furacões do Atlântico, o quarto furacão da temporada está listado como tendo se formado em 24 de setembro, várias centenas de quilômetros a sudeste das Bermudas. Fortalecendo-se, a tempestade moveu-se para noroeste e estima-se que tenha atingido o pico com ventos máximos sustentados de 160 km/h (100 mph). Ele gradualmente se virou para o nordeste enquanto contornava as Bermudas para o leste. Em 27 de setembro, ele fez a transição para um ciclone extratropical e virou para o leste. Ele se dissipou vários dias depois. A tempestade causou alguns danos à propriedade na ilha e fez uma barca encalhar.

### Furacão Cinco
O Grande Furacão de Cuba de 1910 

A última tempestade da temporada se formou no extremo sul do Caribe em 9 de outubro, e se intensificou constantemente à medida que se movia para noroeste. Pouco depois de atingir a ponta oeste de Cuba, a tempestade atingiu o pico como um furacão severo correspondente à categoria 4 na Escala de Furacões Saffir-Simpson e completou um loop no sentido anti-horário. Durante seu loop, a pressão em seu olho caiu para 924 mb (27.29 inHg)  com uma leitura não oficial de 27.10 inHg (917.71 mb) a bordo do vapor Brazos. O ciclone começou a enfraquecer e seguir em direção aos Estados Unidos, e deslocou-se para a costa perto de Fort Myers, Flórida, com ventos de 180 km/h (110 mph) correspondentes aos de um forte furacão de categoria 2. Depois de passar pelo estado, ele abraçou a costa do sudeste dos Estados Unidos em seu caminho para o mar. Devido ao ciclo estreito e mal documentado da tempestade, os relatórios iniciais sugeriram que na verdade foram dois ciclones separados que se desenvolveram e afetaram a terra em rápida sucessão. Sua trilha foi objeto de muito debate na época e, eventualmente, foi identificada como uma única tempestade. Além disso, as observações do evento resultaram em uma maior compreensão de outras características climáticas que seguiram caminhos semelhantes.
Em Cuba, a tempestade foi considerada um dos desastres naturais mais graves da história da ilha. Os danos foram extensos e milhares de camponeses ficaram desabrigados. Em toda a Flórida, a tempestade também teve impactos generalizados, ainda que mais moderados, incluindo danos a casas e inundações de terras baixas. A pressão em Fort Myers caiu para 28.20 inHg (954.96 mb) durante a tempestade. Embora os danos monetários totais da tempestade sejam desconhecidos, as estimativas de perdas em Havana, Cuba, excedem US$ 1. milhões e em Florida Keys, $ 250.000 (1.910 USD). Pelo menos 100  mortes ocorreram apenas em Cuba.